# Julio Pinedo
Don Julio Pinedo (Mururata, Nor Yungas, La Paz, 19 de febrero de 1942), es el actual Rey Afroboliviano.  Nieto de Bonifacio Pinedo, el descendiente del último rey esclavo que llegó a Bolivia durante el periodo colonial.

## Biografía
Sus ancestros trabajaron en las minas de Potosí en 1820 y luego pasaron a la región de Yungas donde trabajaron como esclavos en las haciendas de Manuel Ignacio Pinedo.Éste era hijo del coronel español Ignacio Pinedo y Montúfar, sobrino del marqués de Selva Alegre, y de María del Carmen Bilbao la Vieja, marquesa de Haro. Como era costumbre en la época colonial, los esclavos tomaron el apellido de sus amos. 
Julio Pinedo fue reconocido como rey al ser nieto de Bonifacio Pinedo por vía materna. Coronado primeramente por el Movimiento Cultural Negro en 1992.(Bolivia), y reconocido por el Prefecto del Departamento de La Paz en 2007.
La historia de la Casa Real Afroboliviana se remonta a la época colonial, cuando los conquistadores españoles trajeron a los negros como esclavos hacia el Alto Perú sin importarles a que tribu pertenecían y quién era su líder. Entre esos esclavos africanos se encontraban monarcas y otros líderes tribales que a pesar de todo siguieron siendo reconocidos como líderes y sus hijos como sucesores por los demás esclavos. Uno de esos linajes logró sobrevivir al paso del tiempo y a la Independencia de Hispanoamérica. La comunidad afro-boliviana ha conservado este linaje hasta del día de hoy, con una tradición hereditaria de generación en generación. Actualmente dicho linaje es reconocido como Patrimonio cultural de La Paz y de Bolivia.
Actualmente el rey Julio trabaja de campesino y está casado con Angélica Larrea, reina y campesina afro-boliviana que fue alcaldesa de Mururata. Además, tiene un hijo adoptivo, reconocido legalmente, que es su sobrino, llamado Rolando Pinedo, príncipe heredero y futuro rey de la comunidad.